# Gran Premi del Japó del 2006
Resultats del Gran Premi del Japó de Fórmula 1 de la temporada 2006 disputat al circuit de Suzuka el 8 d'octubre del 2006.

## Resultats
| Pos | No | Pilot                | Equip                 | Voltes | Temps/ Retirada   | Pos. de sortida | Punts |
| --- | -- | -------------------- | --------------------- | ------ | ----------------- | --------------- | ----- |
| 1   | 1  | Fernando Alonso      | Renault               | 53     | 1h 23' 52. 413    | 5               | 10    |
| 2   | 6  | Felipe Massa         | Ferrari               | 53     | + 16.151 s        | 1               | 8     |
| 3   | 2  | Giancarlo Fisichella | Renault               | 53     | + 23.953 s        | 6               | 6     |
| 4   | 12 | Jenson Button        | Honda                 | 53     | + 34.101 s        | 7               | 5     |
| 5   | 3  | Kimi Räikkönen       | McLaren - Mercedes    | 53     | + 43.596 s        | 11              | 4     |
| 6   | 8  | Jarno Trulli         | Toyota                | 53     | + 46.717 s        | 4               | 3     |
| 7   | 7  | Ralf Schumacher      | Toyota                | 53     | + 48.869 s        | 3               | 2     |
| 8   | 16 | Nick Heidfeld        | BMW Sauber - BMW      | 53     | + 1' 16.095 min.  | 9               | 1     |
| 9   | 17 | Robert Kubica        | BMW Sauber - BMW      | 53     | + 1' 16.932 min.  | 12              |       |
| 10  | 10 | Nico Rosberg         | Williams - Cosworth   | 52     | + 1 Volta         | 10              |       |
| 11  | 4  | Pedro de la Rosa     | McLaren - Mercedes    | 52     | + 1 Volta         | 13              |       |
| 12  | 11 | Rubens Barrichello   | Honda                 | 52     | + 1 Volta         | 8               |       |
| 13  | 15 | Robert Doornbos      | Red Bull - Ferrari    | 52     | + 1 Volta         | 18              |       |
| 14  | 20 | Vitantonio Liuzzi    | Toro Rosso - Cosworth | 52     | + 1 Volta         | 15              |       |
| 15  | 22 | Takuma Sato          | Super Aguri - Honda   | 52     | + 1 Volta         | 20              |       |
| 16  | 18 | Tiago Monteiro       | Spyker MF1 - Toyota   | 51     | + 2 Voltes        | 21              |       |
| 17  | 23 | Sakon Yamamoto       | Super Aguri - Honda   | 50     | + 3 Voltes        | 22              |       |
| 18  | 21 | Scott Speed          | Toro Rosso - Cosworth | 48     | Control d'energia | 19              |       |
| Ret | 9  | Mark Webber          | Williams - Cosworth   | 39     | Accident          | 14              |       |
| Ret | 5  | Michael Schumacher   | Ferrari               | 36     | Motor             | 2               |       |
| Ret | 14 | David Coulthard      | Red Bull - Ferrari    | 35     | Caixa canvi       | 17              |       |
| Ret | 19 | Christijan Albers    | Spyker MF1 - Toyota   | 20     | Transmissió       | 16              |       |

## Altres
- Pole: Felipe Massa 1' 29. 830
- Volta ràpida: Fernando Alonso 1: 32. 676 a la volta 14.